# Mauszólosz
Mauszólosz vagy Mausszólosz (görögül: Μαύσωλος; káriai nyelven Mauśoλ; † i. e. 353) az Óperzsa Birodalom kis-ázsiai Kária tartományának szatrapája, gyakorlatilag önálló uralkodója. Halálát követően özvegye a számára építtette a világ hét csodájának egyikét, a halikarnasszoszi mauzóleumot. A mauzóleum szó az ő nevéből ered.

## Élete

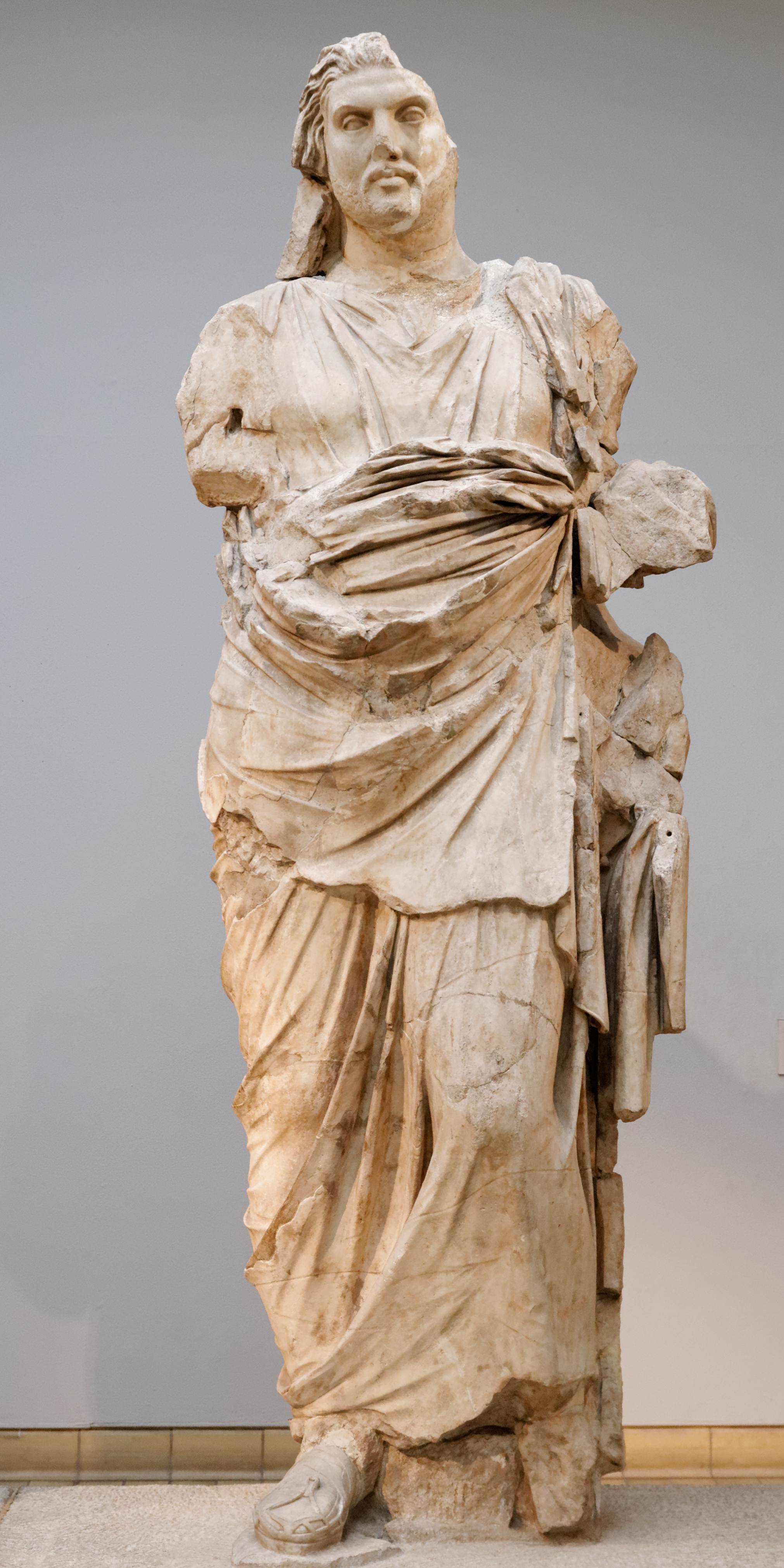
Mauszólosz szobra a British Museumban

Mauszólosz Hekatomnosz legidősebb fia volt, akit káriai arisztokrataként i. e. 392/391 körül nevezett ki II. Artaxerxész perzsa nagykirály a tartomány kormányzójává (szatrapájává). Hekatomnosz nyíltan soha nem lázadt fel a király uralma ellen, így amikor i. e. 377-ben meghalt, fia örökölhette pozícióját.
Mauszólosz ifjúságáról szinte semmit sem tudunk, bár az ismert, hogy II. Agészilaosz spártai királlyal vendégbarátságban állt. Lehetséges, hogy Agészilaosz látogatta meg a fiatal káriai nemest kis-ázsiai hadjárata (i.e. 396-394) során, vagy esetleg Mauszólosz tett látogatást Spártában.
Mikor Mauszólosz i.e. 377-ben Kária élére került, a birodalom vezetését két konfliktus kötötte le: az egyik Egyiptom függetlenné válása, a másik pedig a Kaszpi-tenger mellékén élő kadusziuszok betörései. Emiatt a kis-ázsiai szatrapák viszonylag önállóan kormányozhattak. Az ióniai görög városok tartottak attól, hogy az új káriai szatrapa nyugat felé terjeszkedik és szövetséget kötöttek Athénnal, amely elvileg Spárta ellen irányult, de együtt léptek fel bárki ellen, aki a status quot veszélyeztette.
I.e. 370-365 között Mauszólosz visszavitte székhelyét Mülaszából Halikarnasszoszba, amelyet új falakkal erősített meg. 

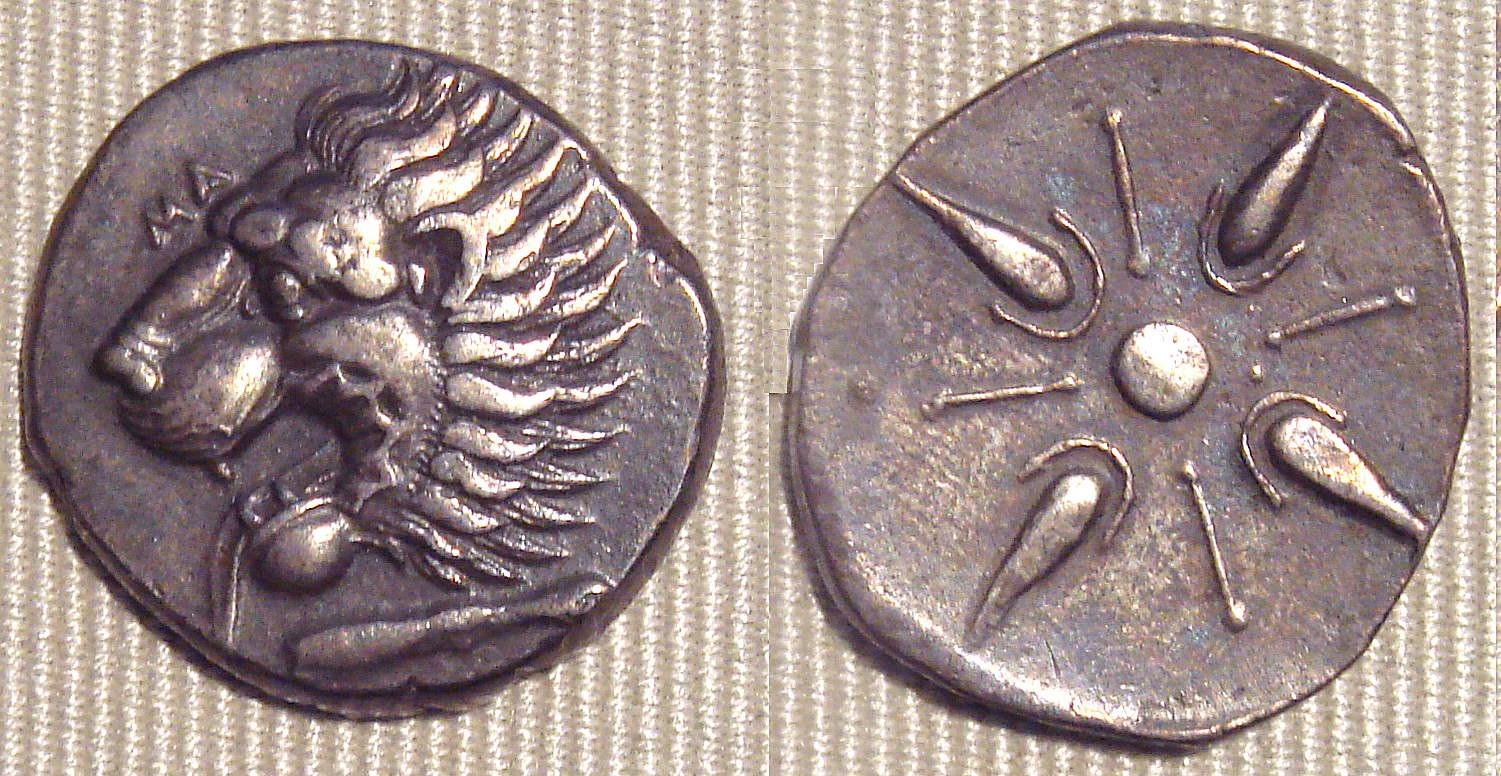
Mauszólosz által veretett pénzérme

I. e. 367-ben a Hellészpontoszi Frígia szatrapája, Ariobarzanész fellázadt és az ellene küldött királyi sereg élére Mauszóloszt és a lüdiai Autophradatészt állították. Sikerült beszorítaniuk a lázadókat Asszosz (vagy Adramütton) városába ám az ostrom közben i.e. 365-ben megérkezett II. Agészilaosz egy spártai zsoldoscsapat élén. Mauszólosz ekkor pénzt és ajándékokat adott vendégbarátjának, majd elvonult. Tettének oka ismeretlen, talán lefizette a spártaiakat, hogy kerüljék el a tartományát vagy a későbbiekben szándékozott szolgálataikat igénybe venni. Mindenesetre ezután egy időre átállt a lázadók oldalára.
A birodalom rendje i.e. 360 után helyreállt, 358-ban pedig II. Artaxerxészt III. Artaxerxész váltotta a trónon, aki megbocsátott az utolsók között lázadó és elsők között visszatérő Mauszólosznak. Halikarnasszoszba perzsa helyőrség került ugyan, de a szatrapa többé-kevésbé önállóan intézhette ügyeit és a források több alkalommal is királynak nevezik. A maga nevében kötött szerződéseket pl. Phaszelisz és Knosszosz városokkal, a perzsa hivatalnokok helyére káriaiakat nevezett ki és megszállta Lükia egy részét.
I.e. 357-ben Athén szövetségesei fellázadtak a városállam ellen, Mauszólosz pedig a lázadók - Khiosz, Kósz, Rodosz és Büzantion - pártjára állt és pártfogójuk lett. A görög városok autonómok maradtak, de a káriai helytartó felügyelői időnként látogatást tettek náluk (hasonlóan a perzsákhoz, ahol a "király szemei" tettek jelentést a nagykirálynak).
Mauszólosz i. e. 353-ban halt meg. Örököse felesége – és nővére – Artemiszia volt, aki az egész görög világ leghíresebb művészeit (az építész Püthioszt és Szatüroszt, valamint a szobrász Szkopaszt, Brüaxiszt és Leokharészt) hívta meg férje síremlékének, a Mauszóleionnak (amelynek építését feltehetően már ő maga elkezdte) dekorálására. A gyászoló özvegy bánatában állítólag az italába keverte férje hamvait és két évvel később maga is meghalt, hogy Káriát öccse és húga - Idrieusz és Ada- vegye át, akik szintén házastársak voltak.